# Journey to the Center of the Earth (série animada)
Journey to the Center of the Earth é uma série de animação estadunidense, com 17 epísódios de 30 minutos de duração. Produzida pela Filmation em associação com a 20th Century Fox, foi ao ar em 1967 a 1969 pelo canal ABC.

## História
O desenhos tem a história contada a partir do filme de 1959 e não do romance original de Júlio Verne. Porém, o mesmo se expande além do filme.

## Episódios
nomes originais (em inglês)
1. Arena Of Fear
2. Caveman Captives
3. The Creative World
4. Creatures Of The Swamp
5. The Doomed Island
6. Furies Of Ice
7. The Labyrinth Builders
8. Land Of The Dead
9. The Living City
10. The Living Totems
11. Moths Of Doom
12. Ocean Of Destruction
13. Perils Of Volcano Island
14. Return Of Gulliver
15. Revenge Of The Fossils
16. Sleeping Slaves Of Zeerah
17. Trail Of Gold